# Judasevangelium

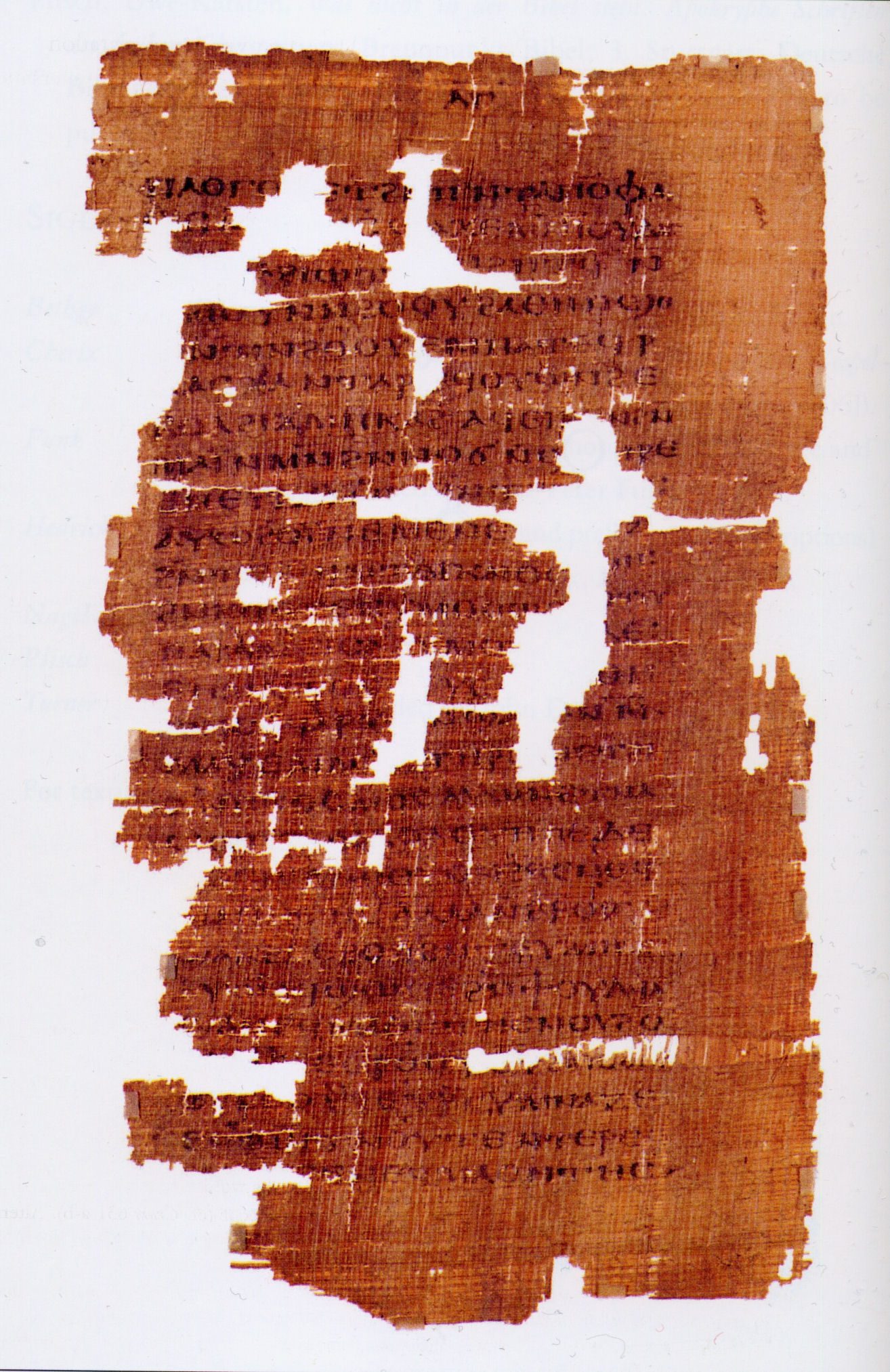
Erste Seite des Judasevangeliums (Seite 33 im Codex Tchacos)

Das Judasevangelium, abgekürzt EvJud, ist eine apokryphe Schrift, die wahrscheinlich Mitte des 2. Jahrhunderts n. Chr. in einer gnostischen Sekte verfasst wurde. Die Schrift stammt nicht von Judas, sondern ist eine pseudepigraphische Schrift. Sie besteht im Wesentlichen aus Gesprächen zwischen Jesus und den Jüngern bzw. Jesus und Judas an mehreren Tagen kurz vor der Passion.
Erstmals erwähnt und beschrieben wird sie von Irenäus von Lyon um 180 n. Chr. Bis in die 1970er Jahre galt sie als verschollen. 1976 wurde ein Papyrus aus dem 4. Jahrhundert, der so genannte Codex Tchacos entdeckt, der das Judasevangelium in koptischer Übersetzung enthält. Diese Handschrift wurde erstmals im April 2006 von Rodolphe Kasser veröffentlicht. Der koptische Text gilt als spätere Version des ursprünglich griechisch geschriebenen Judasevangeliums.
Die Schrift gibt historisch keinen Aufschluss über Jesus oder Judas, sondern nur über ihre Rezeption im frühen Christentum.

## Geschichte des Werks und der Textzeugen
Die Schrift entstand nach Auffassung des Religionshistorikers Gregor Wurst um 160 n. Chr., also viel später als die biblischen Evangelien. Man hat spekuliert, dass ein zugrundeliegender griechischer Text aus dem 1. Jahrhundert stammen könnte. Die meisten Forscher gehen aber von einer Entstehung in der Mitte des 2. Jahrhunderts aus.
Irenäus von Lyon setzte sich um 180 n. Chr. mit dem Buch auseinander und distanzierte sich von der Aussage, Jesus habe Judas um den Verrat gebeten, um von seiner körperlichen Hülle befreit zu werden und seiner Aufgabe als Messias vollkommen entsprechen zu können.
Der heute bekannte Text liegt nur in einem Textzeugen in einer koptischen Übersetzung vor, als Teil des Codex Tchacos, der 1976 in Mittelägypten in der Nähe der Stadt al-Minya gefunden, bald danach gestohlen wurde und 1983 auf dem Antiquitätenmarkt zum Kauf angeboten wurde. Es handelt sich um einen schadhaften und daher lückenhaften Papyrus-Codex aus dem 4. Jahrhundert. Durch unsachgemäße Lagerung war der Codex in hunderte kleiner Fragmente zerfallen. Für die Rekonstruktion wurde jedes Fragment beidseitig fotografiert und von Gregor Wurst (Universität Augsburg) und seinen Kollegen am Computer zusammengesetzt. Im Verlauf dreier Jahre konnten dabei fast 90 Prozent des Textes rekonstruiert werden. Das unter Leitung des Genfer Professors Rodolphe Kasser übersetzte Manuskript wurde 2006 publiziert. 2007 erschien eine kritische Ausgabe der vier Texte des Codex Tchacos.
Im Jahr 2009 wurde ein Großteil der noch fehlenden Fragmente, die in einem Versteck in den USA lagerten, durch einen Gerichtsbeschluss freigegeben. Sie sollen nun in Europa mit den bereits bekannten Teilen des Codex wiedervereinigt und ausgewertet werden. Nach der Übersetzung und Restaurierung der Schrift soll der Kodex nach dem Willen der Stiftung dem ägyptischen Staat zu Händen des Koptischen Museums von Kairo übergeben werden.

## Rezeption und Einschätzung
Am 9. April 2006 veröffentlichte das Magazin National Geographic die Ergebnisse der Untersuchungen weltweit auf seinen Fernsehsendern im Rahmen eines zweistündigen Doku-Specials.
Nach Thomas Söding enthält das Dokument keine bisher unbekannten Worte Jesu, die als authentisch betrachtet werden könnten. Das EvJud spiegelt die Sicht einer oppositionellen christlichen Gruppe aus dem 2. Jahrhundert wider, die sich von der Mehrheitskirche abgespalten hatte und vor allem deren Amtsträger nicht anerkannte; diese werden im EvJud durch die zwölf Apostel repräsentiert.

## Inhalt
Die Verlässlichkeit und Qualität der Erstübersetzung von Kasser und anderen ist umstritten.

### Inhalt (nach Kasser und anderen)
Kasser versteht das Evangelium als eine „kainitische“ Gegenbibel. Bei den Kainiten handelte es sich um eine gnostische Splittersekte, die im 2. Jahrhundert Kain und Judas verehrte. Irenäus von Lyon schrieb dazu: „Sie haben eine fiktive Geschichte erschaffen, die sie das Evangelium des Judas nennen“. Kernaussage des Judasevangeliums ist, dass Judas der beste Freund Jesu war und mehr Erkenntnis (Gnosis) besaß als alle anderen Jünger. Jesus habe deshalb Judas beauftragt, ihn um des Heils willen zu verraten. Denn durch den Verrat habe Jesus seine leibliche Hülle verlassen und in das wahre göttliche Reich zurückkehren können. Judas habe Jesus daraufhin gefragt, was sein Lohn für den Verrat sei, und Jesus habe ihm sehr offen geantwortet, dass die ganze Welt ihn auf ewig hassen und verdammen werde, er aber als Erleuchteter ebenfalls in das wahre göttliche Reich eingehen werde. Der wahre Gott ist hier jedoch nicht der „jüdische Gott“, den die anderen Jünger anbeten, sondern eine weit übergeordnete Wesenheit. Der jüdische (und orthodox-christliche) Gott ist in diesem Evangelium nur eine nachrangige Gottheit mit einer mangel- und boshaften Schöpfung, die es durch die wahre Erkenntnis zu überwinden gilt. Sündenvergebung durch Jesu Tod und leibliche Auferstehung sind mit der in diesem Evangelium ausgebreiteten Theologie völlig unvereinbar. Wesentliches theologisches Element des Textes ist die Offenbarung eines vollständigen Mythos von der Entstehung der Welt, mit dem die Unterscheidung zwischen Erleuchteten (den Gnostikern) und Nicht-Erleuchteten sowie die Ablehnung der frühchristlichen Orthodoxie begründet wird. Der Text, der hier nur sehr fragmentarisch erhalten ist, endet mit einer Prophetie Jesu, die den Untergang des alttestamentlichen Gottes und seiner gesamten minderwertigen Schöpfung beschwört. Dieser Untergang alles Irdischen wird wahrscheinlich durch den Verrat des Judas und den leiblichen Tod Jesu ausgelöst.

### Inhalt (nach DeConick und anderen)
Eine neuere Übersetzung von April D. DeConick besagt, dass Judas im Judasevangelium keineswegs als Freund Jesu beschrieben wird, sondern in Wahrheit als ein Dämon. Die Deutung durch National Geographic beruhe auf zum Teil dramatischen Übersetzungsfehlern. Sie führten dazu, dass Judas gegen den Sinn des Textes als strahlende Persönlichkeit dargestellt werde, als engster Freund Jesu und als einziger, der ihn verstehe: als ein „Geist“ und nicht etwa als „Dämon“; an entscheidender Stelle wird das griechische „daimon“ (δαίμων) mit „Geist“ übersetzt. Nach Hartenstein sei es zumindest nicht so, dass das EvJud Judas als Verräter einfach rehabilitiere: „Jesus kündigt diese Tat an, er fordert sie nicht und es spricht einiges für eine negative Wertung. Zudem ist auch Judas unvollkommen und wird vom Erlangen des umfassenden Heils ausgeschlossen.“